# La Cruz de Carrasco
La Cruz de Carrasco, popularmente conocido como La Cruz, y en ocasionas como Las Canteras, es un barrio de la ciudad de Montevideo ubicado al sur de Bañados de Carrasco, al norte del barrio Parque Rivera, al este de Malvín Norte y al oeste de Carrasco Norte.

## Historia
La Historia de La Cruz de Carrasco, comienza por el año 1900 con la existencia de un camino de tierra, que une la Unión con el Paso Carrasco.
José Durandeu mediante la forestación y la  creación de un lago en su Villa Agustina, que da forma al actual Parque Rivera Durante 1925 se crea la Escuela Pública “De los Ladrillos”, en Camino Carrasco y Felipe Cardozo.
Hacia 1934 se produce el fraccionamiento al sur de Camino Carrasco entre Salerno, Siracusa y Camino Carrasco. En 1937 se funda la fábrica de Ladrillos, por parte de Deus y Nakoscky. La Primera Capilla de Camino Carrasco se crea hacia 1943. Durante 1951 se inaugura el Templo actual (proyecto del arquitecto Terra Arocena).

## Calles
En La Cruz de Carrasco, las principales calles son
- Avenida Bolivia
- Camino Carrasco
- Camino Oncativo
- Alberto Zum Felde
- San Borja
- Juan Agazzi
- Diego Espinosa
- Prudencio Murgiondo

## Límites
- Avenida Bolivia (desde Camino Carrasco hasta Calle 6 (CH Zona 3))
- Camino Carrasco (desde Camino Felipe Cardoso hasta San Borja)
- Felipe Cardoso desde Camino Carrasco hasta Calle 3
- Alberto Zum Felde (desde Camino Carrasco hasta Flammarión)
- San Borja (en su totalidad)
- Calle 6 (Complejo Habitacional Zona 3)
- Congreso de Mercedes (en su totalidad)

## Transporte[2][3][4]
| Línea | Salida - Destino                                      |
| ----- | ----------------------------------------------------- |
| 77    | Punta Gorda - Plaza Independencia                     |
| 105   | Géant - Plaza Independencia                           |
| 109   | Parque Roosevelt (Av. La Playa) - Plaza Independencia |
| 151   | Portones - Verdisol                                   |
| 407   | Portones - Plaza España                               |
| 427   | Portones - Los Bulevares                              |
| 468   | Portones - La Paz                                     |
| 546   | Portones - Belvedere                                  |
| C1    | Salinas - Terminal Río Branco SUBURBANO               |
| C3    | Parque del Plata - Terminal Río Branco SUBURBANO      |
| D9    | Barrio Monterrey - Ciudad Vieja DIFERENCIAL           |